# الجديد (جبل مراد)

تعديل مصدري - تعديل

الجديد هي إحدى قرى عزلة جبل مراد بمديرية جبل مراد التابعة لمحافظة مأرب، بلغ تعداد سكانها 147 نسمة حسب تعداد اليمن لعام 2004.